# Deržprom (stanice metra v Charkově)
Deržprom (ukrajinsky Держпром) je přestupní stanice charkovského metra na Oleksijivské lince.
Je to přestupní stanice na Saltivskou linku vestibulem do stanice Universytet.

## Charakteristika
Stanice je trojlodní, obklad stanice obsahuje šedobílé a modré kovové prvky.
V prostřední části stanice se nachází eskalátory vedoucí nahoru do stanice Universytet.
Stanice má jeden vestibul ústící na Náměstí Svobody.